# ビル・デモン
ウィリアム・"ビル"・デモン（William "Bill" Demong、1980年3月29日 - ）は、アメリカ合衆国ニューヨーク州出身のノルディック複合選手。

## プロフィール
デモンはニューヨークスキー教育基金を受けてスキージャンプを学び、高校時代にはニューヨーク州レークプラシッドのナショナルスポーツアカデミーに所属した。
1998年の長野オリンピック代表に17歳で抜擢され、団体10位、個人34位となった。
1999年のノルディックスキージュニア選手権団体で金メダルを獲得。1999年ノルディックスキー世界選手権ではグンダーセン27位、スプリント18位、団体10位、翌2000年ジュニア世界選手権団体では銀メダル。2001年ノルディックスキー世界選手権ではグンダーセン18位、スプリント22位、団体8位となった。
2002年1月19日のリベレツでノルディック複合・ワールドカップ初勝利、ソルトレイクシティオリンピックではグンダーセン19位、スプリント14位、団体では4位となった。
2005年ノルディックスキー世界選手権グンダーセン12位、スプリント19位、団体5位、2006年トリノオリンピックグンダーセン15位、スプリント25位、団体7位。
このように大きな大会では入賞に届かない成績に長らく甘んじてきたが2007年ノルディックスキー世界選手権札幌大会のグンダーセンで銀メダルを獲得した。
2007-2008シーズンと2008-2009シーズンのワールドカップで連続して自己最高位の総合3位、2009年ノルディックスキー世界選手権ではノーマルヒル銅、ラージヒルでは金と2個のメダルを獲得した。
2010年のバンクーバーオリンピックではノーマルヒルで6位入賞、団体ではアンカーとして、ブレット・キャメロタ、トッド・ロドウィック、ジョニー・スピレーンとともに銀メダルを獲得した。
ノルディック複合の最終種目ラージヒルでデモンは前半ジャンプの6位から逆転して金メダルを獲得、アメリカ合衆国にノルディックスキー初の金メダルをもたらした。
メダル授与式の後デモンはかねてから交際中の元スケルトンアメリカ代表ケイティ・コチンスキー(Katie Koczynski)にプロポーズ、ケイティはこれを受け入れた。デモンにプロポーズを薦めたのはチームメートのジョニー・スピレーン。
デモンは閉会式の旗手にも選ばれた。デモンとケイティは翌朝のテレビ番組（NBCToday)。2010年7月11日にレークプラシットにてデモンとケイティは結婚式を挙げた。
ノルディック複合・ワールドカップでは2009-2010シーズン終了時点で通算9勝（2位6回、3位5回）をあげている。